# Port touristique de Rome
Le Port touristique de Rome (en italien : Porto Turistico di Roma) est un port de tourisme et de plaisance inauguré en 2001 qui longe les rives du Lido di Ostia.

## Histoire
Conçu dans les années 1990, il a été inauguré en juin 2001. Il se trouve juste au sud de l'embouchure du Tibre, et faisait partie d'un projet de réaménagement de l'ancienne base d'hydravions d'Ostie. Non loin de l'une des entrées du port, se trouve le Centro Habitat Mediterraneo, une oasis naturelle de 20 hectares géré par la Ligue Italienne de Protection des Oiseaux.
Il est situé à 10 minutes en voiture de l'aéroport international Léonard de Vinci, et est accessible en métro en 30 minutes du centre de Rome.
En 2015, Mauro Balini, directeur général du port, a été arrêté pour banqueroute frauduleuse (concernant la faillite de l'ATI), émission de fausses factures, blanchiment d'argent et corruption .

## Caractéristiques du port
- 833 places avec la possibilité d'accueillir des méga-yachts jusqu'à 70 mètres de longueur
- 80 magasins pour entreprises, restaurants, appartements et bureaux
- Environ 1 200 mètres de promenade (avec piste cyclable) avec sortie sur le front de mer d'Ostie
- Plus de 10 000 m2 d'espaces d'exposition
- Un amphithéâtre de 750 sièges (extérieur)
- 2 300 places de stationnement sur les parkings internes et externes
- Chantier naval équipé d'un monte-charge de 400 tonnes
- Bureaux et sièges des forces de l'ordre - Guardia di Finanza, Carabinieri, Polizia et Capitainerie du Port, ainsi qu'un bureau de poste.